# Dietrich Spät

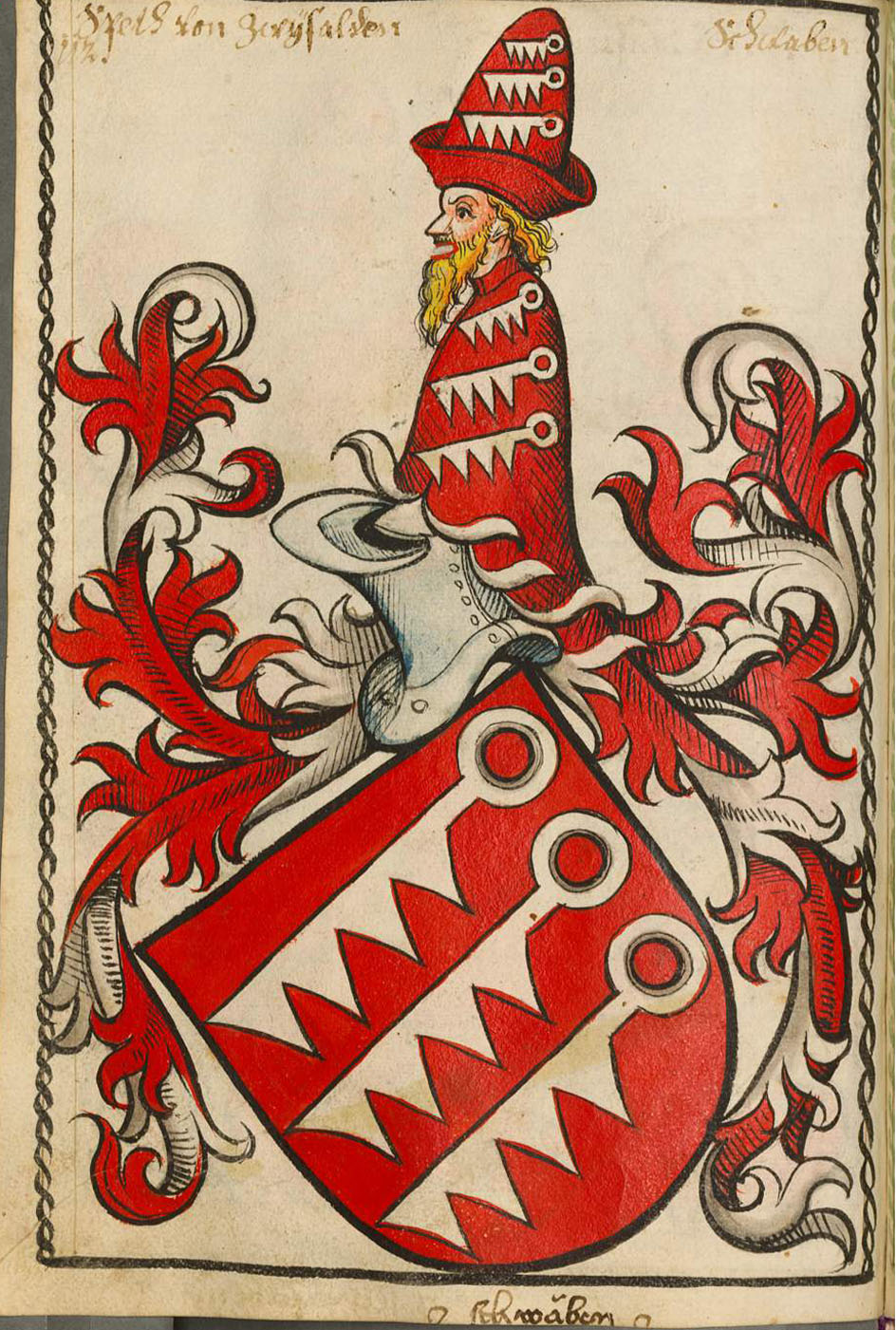
Wappen der Speth von Zwiefalten

Dietrich Spät, auch: Speth, Späth († 1. Dezember 1536) war der bekannteste Vertreter des schwäbischen Adelsgeschlechts der von Speth. Er war der Sohn des württembergischen Hofmeisters Dietrich Speth von Ehestetten († 1492) und dessen Gattin Ursule Stain zu Jettingen. Dietrich Spät war mit Agatha von Neipperg verheiratet. Der enge Vertraute des Herzogs Ulrich von Württemberg wurde später zu seinem größten Feind, als er dessen Frau Sabina bei ihrer Flucht aus Württemberg unterstützte.

## Leben
Mit dem Besitz von Eglingen und Ehestetten, Gammertingen, Hettingen, Untermarchtal, Neidlingen und Zwiefaltendorf gehörten die Spät zu den reichsten Niederadeligen in Süddeutschland.
Dietrich Spät war anfänglich in württembergischen Diensten. Im Jahr 1495 begleitete er Herzog Eberhard im Bart auf den Reichstag zu Worms. 1504 kämpfte er als Helfer Herzogs Ulrich im Landshuter Erbfolgekrieg und 1510 zog er mit Kaiser Maximilian und der Liga von Cambrai gegen die Republik Venedig. Ulrich verlieh ihm 1510 das Amt eines Erbtruchsesses, der Kaiser verlieh am 1. Mai 1511 seiner Herrschaft die hohe Gerichtsbarkeit.
Durch seine Tätigkeit als bayerischer Rat und seinen verwandtschaftlichen Beziehungen zu Hans von Hutten kam er in Opposition zu Herzog Ulrich. Seine Unterstützung Herzogin Sabinas 1515 bei ihrer Flucht von Nürtingen nach München erzürnte Herzog Ulrich so, dass dieser im Jahr 1517 die spätschen Besitzungen plündern ließ. Dietrich Spät nahm aktiven Anteil an der Vertreibung Ulrichs. Als von den Habsburgern eingesetzter Obervogt von Urach verteidigte er dieses 1519 gegen Ulrich. Beim Entsatz von Wien 1529 zeichnete er sich aus, 1534 beteiligte er sich auf Habsburger Seite an der Schlacht bei Lauffen. Als kaiserlicher Rat starb er am 1. Dezember 1536.